# Volta Mantovana

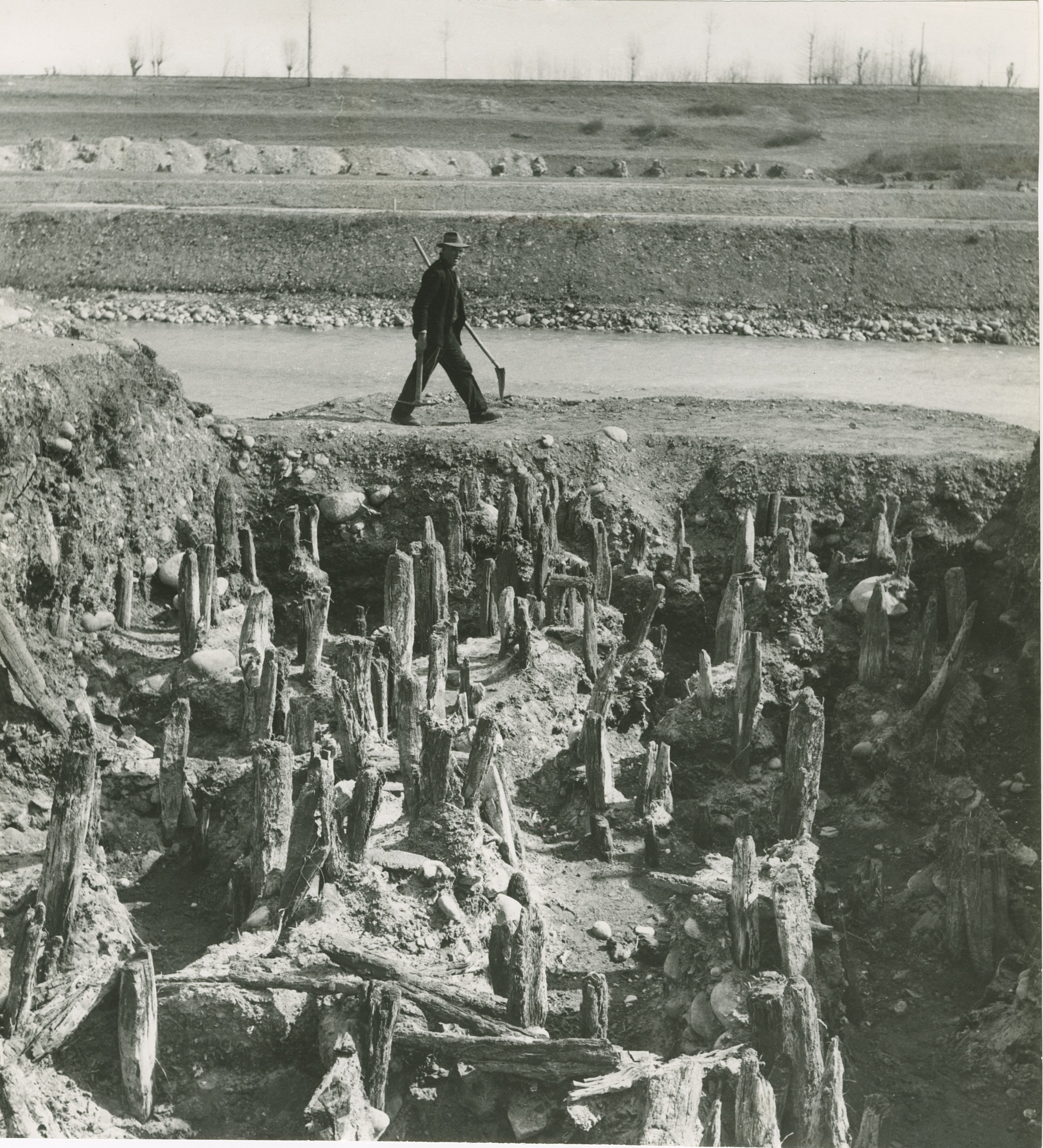
Resti di una palafitta preistorica ritrovata sull'Isolone del Mincio presso Volta Mantovana

Volta Mantovana (La Ólta in dialetto alto mantovano) è un comune italiano di 7 235 abitanti della provincia di Mantova in Lombardia. Situato nell'Alto Mantovano, dista circa 15 chilometri dal lago di Garda. Il paese si trova in una zona di confine tra 3 province (Mantova, Brescia e Verona).

## Geografia fisica

### Territorio
Il territorio di Volta Mantovana, esteso per 50,31 km², appartiene alla zona subcollinare posta ai piedi delle alture che delimitano il lago di Garda.
L'altitudine ufficiale di Volta Mantovana, corrispondente al punto sul quale sorge il Palazzo Comunale, è di 91 metri sul livello del mare.
Il comune confina a nord con Monzambano, a est con Valeggio sul Mincio e Marmirolo, a sud con Goito, ad ovest con Cavriana.
Secondo la Classificazione sismica, il comune appartiene alla zona 3 (sismicità medio-bassa).

### Clima
Volta Mantovana gode di un tipico clima temperato continentale, poco piovosi e con giornate di nebbia; le estati sono calde ed afose nei mesi di luglio e agosto, con temperature che possono salire oltre i 35º e con precipitazioni a carattere temporalesco; le primavere e gli autunni sono generalmente piovosi.
In primavera e in autunno il clima è più mite e più umido.
- Classificazione climatica: zona E.[9]

## Origini del nome
Il nome di Volta deriva da volvita, ovvero svolta, riferita alle colline moreniche del paese.

## Storia
Template:...centri abitati d'Italia
Famosa la battaglia di Volta Mantovana, tra l'esercito imperiale di Enrico IV di Franconia e le truppe papali, combattuta il 15 ottobre 1080. 

### Simboli
Lo stemma del Comune di Volta Mantovana è stato concesso con decreto del presidente della Repubblica del 19 ottobre 1962.

## Monumenti e luoghi d'interesse

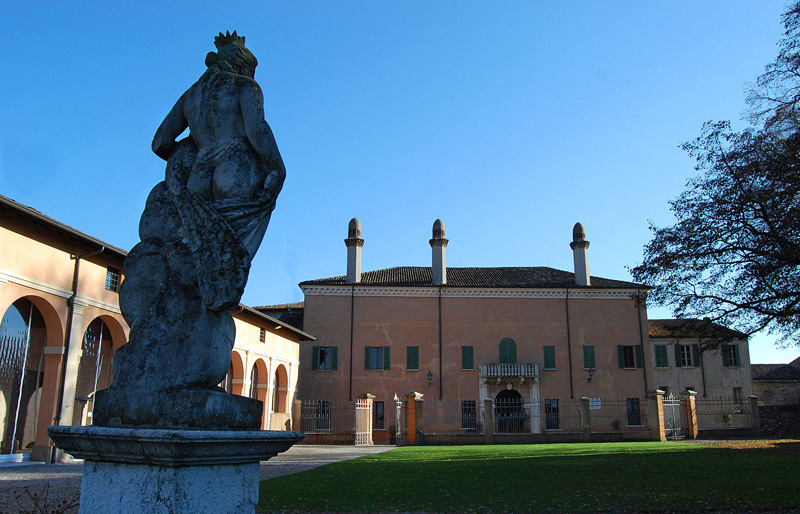
Palazzo Gonzaga-Guerrieri

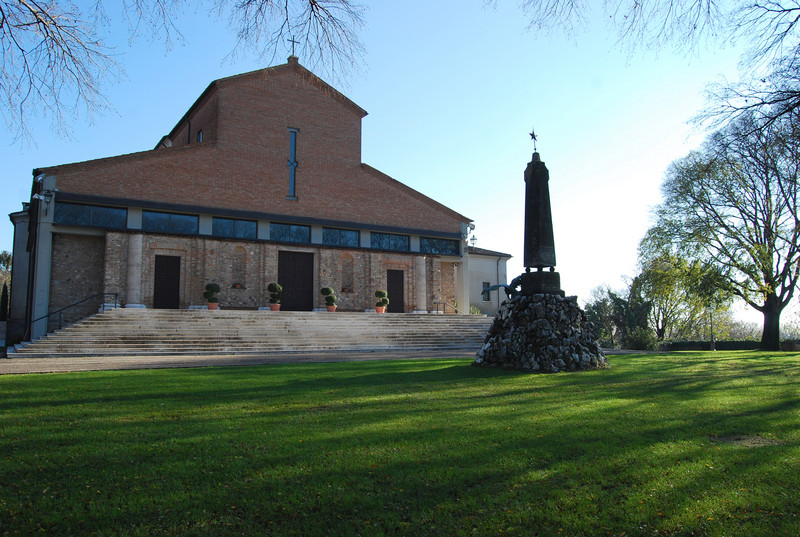
Chiesa parrocchiale

- Palazzo Gonzaga-Guerrieri, del XV secolo
- Castello
- Chiesa Parrocchiale di Santa Maria Maddalena
- Chiesa della Madonna di Mezzacampagna a Cereta

## Società

### Evoluzione demografica
Abitanti censiti

### Etnie e minoranze straniere
Al 31 dicembre 2015 gli stranieri residenti nel comune sono 646, ovvero l'8,77% della popolazione. Di seguito sono riportati i gruppi più consistenti:
1. Marocco, 145
2. Cina, 128
3. Romania, 97
4. Albania, 71
5. India, 44

## Cultura

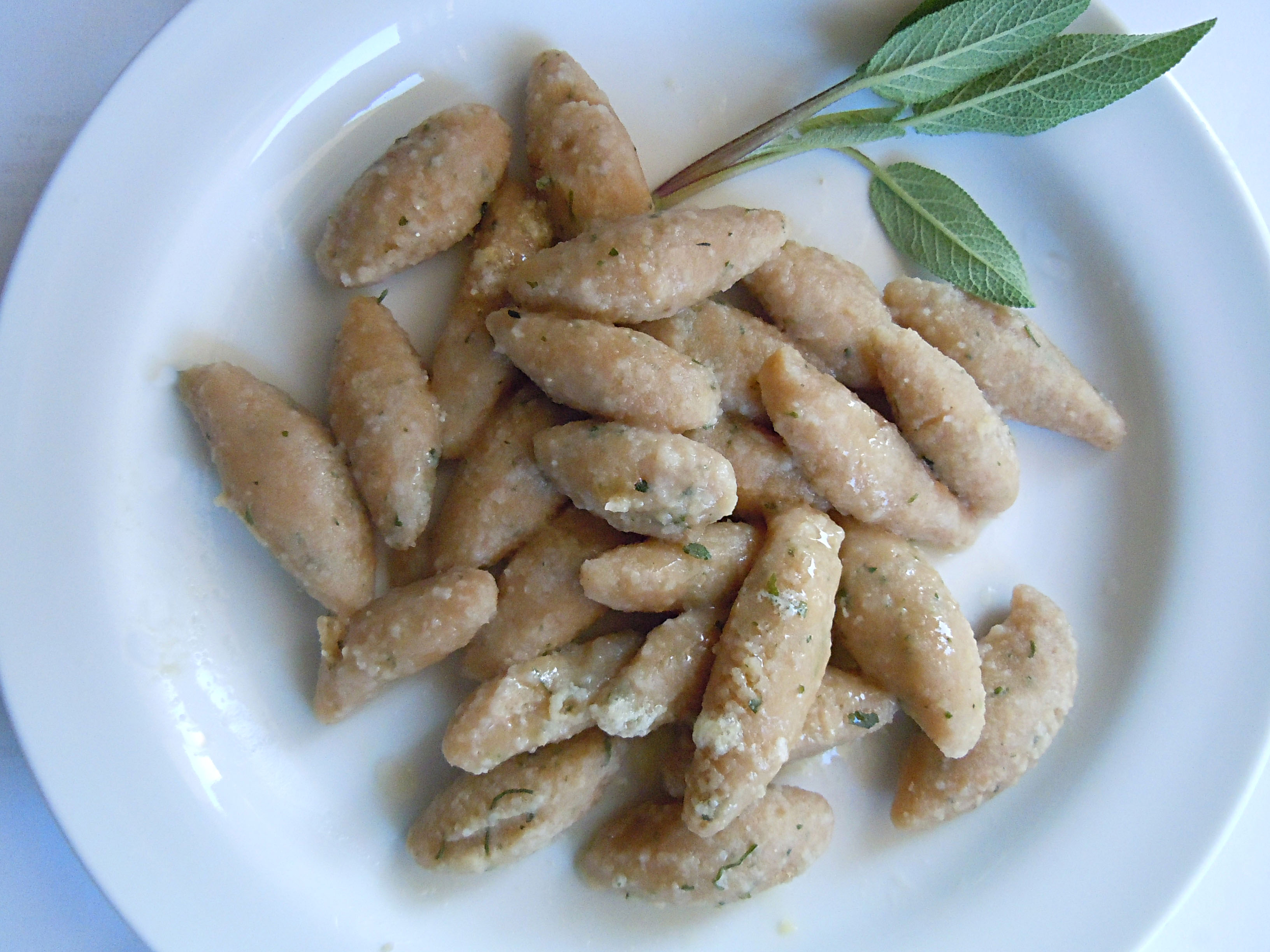
Capunsei

### Cucina
- Capunsei di Volta Mantovana, piatto tipico della zona.[15]

## Geografia antropica

### Frazioni
Lo statuto comunale riconosce lo status di frazione a Cereta, Castelgrimaldo, Foresto e Ferri-Falzoni. Quest'ultima è formata da due località distinte: Falzoni e Ferri.

#### Falzoni
È una piccola località (45°17′38″N 10°43′12″E) di 100 abitanti, chiamata in dialetto locale Falsù.

#### Ferri
Ferri (45°17′38″N 10°43′12″E), detta in gergo "I Ferri" e in dialetto locale Férr, è una località sorta in riva al Mincio all'altezza del paese di Pozzolo, vicina a questo in linea d'aria, ma separata dal fiume. La frazione dista circa un chilometro da un'altra frazione del comune di Volta Mantovana, i Falzoni, e circa sei chilometri da Goito. È composta di un centinaio di abitanti.
Dall'anno 2006, grazie all'impegno di alcuni residenti, i Ferri hanno ripristinato la piccola sagra paesana, di cui vi erano testimonianze dal secondo dopoguerra. Il primo anno si è svolta il 25 giugno, mentre nel 2007 si è tenuta l'8 luglio. La terza edizione si è tenuta l'anno seguente in due giornate, il 19 e il 20 luglio, con la novità del raduno di auto, moto e trattori d'epoca.

#### Altre località
- Albella;
- Bezzetti;
- Bonetta;
- Borgo Tirolo
- Bussacchetti-Vinandi;
- Campagnola
- Contino;
- Foresto
- Gatti;
- Grazioli Coccole;
- Grazioli Propito;
- Martelli;
- Montagnoli;
- Montaldo;
- Paradiso;
- Petacchi- Morinelle;
- Reale di Sotto;
- Reale di Sopra;

## Economia
A Volta Mantovana ha sede la AVM 1959, azienda specializzata in produzione e distribuzione di maschere da sci e occhiali.

## Infrastrutture e trasporti

### Strade
Il paese è attraversato dalla strada provinciale 19 Goito-Ponti sul Mincio, mentre la provinciale ex SS 236 Goitese, che collega Brescia a Mantova, lambisce il territorio meridionale del comune attraversando la località Contino.

### Ferrovie e tranvie
Tra il 1934 e il 1967 Volta Mantovana era servita da una fermata della linea Mantova–Peschiera, denominata Pozzolo-Volta in quanto posta nei pressi della frazione del comune di Marmirolo.
Fra il 1884 e il 1933 la località era invece servita da una stazione posta lungo la tranvia Brescia-Mantova-Ostiglia.

### Mobilità interurbana
Il paese è collegato a Verona da una linea ATV, a Sirmione, a Castiglione delle Stiviere, a Mantova e a Guidizzolo da alcune linee APAM e alla stazione di Desenzano del Garda da una linea del consorzio Trasporti Brescia sud.

### Piste ciclabili
Il comune è interessato dal percorso della pista ciclabile Corridoio Morenico basso.

## Amministrazione
Nel 1798 uno scandalo coinvolse Volta, quando l’assessore municipale Mondini venne scoperto a sfruttare la sua carica per acquistare a condizioni di favore una partita di legna da boschi pubblici. Il fatto comportò la rimozione dell’amministrazione comunale in carica da parte del direttorio della Repubblica Cisalpina.